# まあじゃんほうろうき
まあじゃんほうろうきは、西原理恵子による実体験を元にした無頼派麻雀漫画。『近代麻雀ゴールド』（竹書房）に1989年2月号から1994年6月号まで連載された。全4巻。西原理恵子の単行本デビュー作品であり出世作でもある。1992年に発売された同名のイメージアルバム、および1995年に発売されたテレビゲーム『さいばらりえこのまあじゃんほうろうき』についても本稿で記述する。
当初は『西原理恵子の麻雀放浪記』というタイトルだったが、後に改題された。

## 概要
西原が高レートの麻雀を体験するものであるが、カモられ続ける自身の姿を描く自虐ネタが中心となっている。西原の義父は無類のギャンブル好きであり、西原が美大を受験する前日に義父がギャンブルで莫大な借金を作った事で縊死を遂げていることから、西原にとってギャンブルは憎むべきものであったが、仕事は何でも引き受けるポリシーであったため、仕事を引き受けてしまった。結果的にギャンブルによる損失金額は10年間で約5000万円となるが「私が負ければ負けるほど読者の受けがいい」とのことである。この連載をきっかけに義父を死に追いやったギャンブルに、皮肉にも西原自身が溺れて行くことになる。
なお竹書房が約10話分の原稿を紛失しており単行本に未収録となっている。西原理恵子の公式サイトには「当時の切り抜きをお持ちの方はご一報を」とある。

## あらすじ
麻雀の「ま」の字も知らない、西原理恵子が"近代麻雀ゴールド"誌上で、麻雀漫画の連載を依頼されるが、対戦相手は、とても癖のある大人たち。麻雀の覚えたての西原は、カモられ、あっというまに印税がなくなる。しかし西原は麻雀をし続ける。次第に西原は博打にハマっていく。

## 主な登場人物
いずれも実在の人物だが、ギャグ漫画としての脚色がなされている。
西原理恵子（さいばら りえこ）
作者。高知から上京してきた女の子。連載当初は小心者ですぐ調子に乗り、麻雀のルールを覚えられず終始悲惨にカモられ泣かされ続けたが、連載中に人格が開き直ったかのように豹変し、4巻では麻雀相手に容赦ないツッコミ役に回り『恨ミシュラン』取材陣をカモにする無頼派「西原理恵子」が出来あがった（連載初期の1巻時点でも友人に対して大きく出る面はあった）。一晩に100万円単位で負けることもしばしば、印税も麻雀で負けて消え、損失を増やしていき、連載終了時に残ったのは家の1軒でも建てられそうな損失だけであった。麻雀に負けると羽をむしられた鳥の姿に変身する。通称"とりどん"。連載初期は同年代の木村千歌や「金角・銀角」との交友関係がよく描かれていたが、4巻では年長者の山崎・末井や宮崎と一緒の麻雀が多くなり、文庫版下巻の書下ろし漫画（1996年時点の近況）でも彼ら3人のことだけが語られていた。
山崎一夫（やまざき かずお）
西原のあらゆるバクチの師匠。ギャンブルライター。過去一体何をしていたかは不明だが、若い頃にホームレスをしていたこと、弁当屋を潰したこと、警察に指紋があるということだけ分かっている。西原を東京の色々な裏のギャンブル場に連れていき、西原を散財させている。その筋関係にはやたらと詳しい謎の人物。その後の西原の無頼派エッセイの著書に必ず登場する。通称"師匠"、"銀玉親方"。3巻終盤 - 4巻ではたぬきの着ぐるみ姿で描かれる事が多くなり"たぬどん"とも呼ばれるようになった。
板谷宏一（ゲッツ板谷）
西原の悪友。日本一凶暴なライター。気に入らないことは何でも力で押し通す歩く人間凶器。西原の予備校時代からの知り合いで、1巻では麻雀を知らない彼女に嘘のルールや役を教えてからかっていた。安藤康一と「金角・銀角」としてコンビ活動を行う。西原は「彼ら（金角と銀角）は私と出会うまでは、人間のクズという仕事をしていた」と語っている。通称"金角"。
安藤康一
西原の旧友。連載第1回から登場し、麻雀のルールをよく知らない西原にルールを教えながらも物覚えの悪さにあきれていた。通称"銀角"。
末井昭（すえい あきら）
白夜書房取締役編集局長。子泣き爺のごとく蓑をかけている。3巻終盤から登場し、先物取り引きに失敗している所ばかり描かれている。麻雀をほとんど知らなかったため、山崎や宮崎の良い餌食になってしまう。千万単位で金を失っているので麻雀で金が減っても所詮小博打ということらしい。通称"すえいどん"。4巻終盤では西原・山崎と白夜書房での（高レート）麻雀連載『デカピンでポン!!』を始めた。
木村千歌（きむら ちか）
西原の数少ない友人の一人。漫画家。体育系で少女漫画出身という過去をもつ。麻雀イベントを通じて西原理恵子と親しくなった。西原並みに麻雀は下手。通称"ちむら"。
五十嵐毅（いがらし たけし）
史上最弱のプロ雀士というレッテルを西原らに張られている。真面目で気弱なのでよくいじめられているシーンが描かれている。通称"イガリン"。
宇佐美和徳
『近代麻雀ゴールド』編集長。西原が麻雀を覚えることになったきっかけの大元締め。顔がコマに入りきらないほどでかい。通称"パパ"。
宮崎耕司（みやざき こうじ）
広告代理店・"博○堂"の社員。サラリーマンなのに、麻雀がプロより強い。西原に広告仕事を斡旋していたが、山崎と共に麻雀で金をむしりとっていた。初登場した2巻では口調こそ慇懃無礼なものだったが、3巻途中から語尾に「 - ざんす」がつくようになった。通称"ヘビどん"（3巻終盤から下半身がヘビ姿のイラストで多く描かれるようになったため）、また「Mさん」と呼ばれたり会社名（『恨ミシュラン』では「ぱっぽん堂」）をぼやかして呼ばれていた。3巻では仲間内のタイトル戦『雀皇戦』を思いつき、連載中通算3回開催された。
桜井章一（さくらい しょういち）
プロ雀士。西原は負けた腹いせに、まるで「マギー司郎」と吹聴したため恨みを買う。
馬場裕一（ばば ひろかず）
フリーのプロ雀士で麻雀ライター。通称"バビィ"。
忍田幸夫
プロ雀士。3巻では第2回『雀皇戦』優勝者となった。
安藤満（あんどう みつる）
競技麻雀のプロ雀士。西原曰く「生き方がすでにあくうかん」。通称"あくうかんでぽん"。
小島武夫（こじま たけお）
競技麻雀のプロ雀士。かなり酒好き。通称"たけちゃん"。
伊藤優孝（いとう ゆうこう）
競技麻雀のプロ雀士で、安藤の率いる「麻雀戦斗隊」の一人。4巻で彼の仕切る店を山崎・西原が訪れ、同巻収録の第3回雀皇戦に夫婦で参加した。
村田光陽（むらた こうよう）
最高位戦Cリーグ（連載当時）のプロ雀士。幼稚舎から大学までずっと慶応に通っていたが、作中では貧相で気弱なキャラとして描かれている。
片山まさゆき（かたやま まさゆき）
漫画家。代表作に『ぎゅわんぶらあ自己中心派』『スーパーヅガン』などがある。
後藤（ごとう）
竹書房の社員。
松田（まつだ）
竹書房の社員。
西原淑子（さいばら よしこ）
西原理恵子の実母。西原の素行をチェックしに時折上京する。一般人にも関わらず文庫本上巻では解説を寄稿している。

## 作中用語
雀皇戦
宮崎の提案で始まった仲間内でのタイトル戦（しかし参加者のほとんどが小島武夫らプロ雀士だったため、宮崎はその様子を「油っこいメンツ」と評した）。連載中通算3回開催され、その後『サクサクさーくる』内で第4回、『デカピンでポン!!』内で5・6回が開催された。
さつき組
3巻で度々名前が挙がる西原メインの麻雀サークル。

## テレビゲーム
1995年2月10日、スーパーファミコン向けゲームソフトとしてタイトーから発売された。

### ゲームモード
雀皇戦
東風戦による予選4回戦、決勝1回戦の勝ち抜き戦。プレイヤーキャラクターはりえぞう固定、対局ルールはプリセットから変更不可。
シナリオモード
プレイヤーキャラクターとりどんを操作し、レートの異なる5つの雀荘を勝ち抜いて所持金999,900ゴールドを目指す。所持金が0になった場合は仕事場で所持金を回復するか、雀荘で借金して対局する。借金した場合は対局レートを倍にすることが可能。
雀荘への移動途中にランダムですえいどんが登場し、所持金を賭け大小で勝負することもできる。
フリー対局
対局相手3名、プレイヤー1名を16名の中から選んで自由対局する。対局終了ごとに1,000点を1点として精算され、累計3,000点に達するとモードクリア。
ルール設定
シナリオモード・フリー対局における対局ルールの変更。

### 登場人物
表記は取扱説明書に準拠。このほか、シナリオモードの対局相手としてのみ登場するキャラクター（村田光陽など）もいる。
- 西原理恵子（とりどん、りえぞう）
- 山崎一夫（たぬどん、師匠）
- パッポン堂M（すねいくどん、みやちゃん）
- 末井編集長（すえいどん） - 対局相手としては登場しない。
- 宇佐美編集長（ウサパパ）
- 木村千歌（ちむ）
- 小島武夫（たけちゃん）
- 五十嵐毅（イガリン）
- 金角
- 銀角
- 馬場裕一（バビィ）
- 福島治（ぶくちゃん）
- 古久根英孝（ぞんざい）
- 忍田幸夫（おっしー）
- 滝石潤（こぼう）
- 安藤満（あくうかん）
- 飯田正人（だいまじん）

## イメージアルバム
日本コロムビアよりイメージCDが発売された。プロデュース・演奏・アレンジ・歌唱はダディ竹千代&東京おとぼけCATSで、小島武夫がボーカルとして参加している曲もある。

## 関連作品
パチンコにはちょっとひとこといわせてもらいたい
白夜書房の『漫画パチンカー』に連載された作品。本作と同時期に描かれ、山崎一夫・末井昭との初仕事でもある。2013年10月に復刊ドットコムより復刊された。
サクサクさーくる
竹書房の『近代麻雀オリジナル』で連載され、白夜書房・角川書店から出版された山崎一夫との共著作品。単行本巻頭で第4回『雀皇戦』が開催されている。

## 書誌情報
- 西原理恵子 『まあじゃんほうろうき』 竹書房〈バンブーコミックス〉、全4巻
  1. 第1巻1990年10月28日発売 ISBN 978-4884754723
  2. 第2巻1991年10月発売 ISBN 978-4884755386
  3. 第3巻1993年05月発売 ISBN 978-4884756406
  4. 第4巻1994年11月発売 ISBN 978-4884757601
- 西原理恵子 『まあじゃんほうろうき』 竹書房〈竹書房文庫ギャグ・ザ・ベスト〉、上下巻
  1. 上巻 1996年05月22日発売 ISBN 978-4812401149
  2. 下巻 1996年05月22日発売 ISBN 978-4812401156
- 西原理恵子 『まあじゃんほうろうき トリ頭怒濤編』 竹書房〈バンブーコミックス〉、全1巻
  1. 2003年6月27日発売 ISBN 978-4812457900

## 註
1. ↑  竹書房文庫版下巻P81・82。
2. ↑  1995年に単行本が白夜書房から発売され、西原の漫画部分は『サイバラ茸2』（2002年　講談社）に収録された。
3. ↑  “さいばらりえこのまあじゃんほうろうき”. メディア芸術データベース. 2023年1月23日閲覧。